# Zona temperada
A Zona Temperada é uma das Zonas térmicas da Terra, e sua área está compreendida entre os trópicos e os círculos polares, apresentando estações do ano bem definidas com verões quentes e invernos frios.

## Zona Temperada do Norte
Índices de níveis "Muito Altos" ocorrem com frequência ao norte, no verão, alcançando a latitude 44 desde o início de junho ao início de julho, aonde se encontram zonas bem povoadas dos Estados Unidos (EUA), o centro da Europa, Europa Oriental e noroeste da Afeganistão ou China.

## Zona Temperada Sul
Desde o Trópico de Capricórnio até o Círculo Polar Antártico - Nessa região se encontra a parte sul da América do Sul (Argentina, Chile, sul do Brasil, Uruguai e parte do Paraguai), região sul da África, Nova Zelândia e parte sul da Austrália. A distribuição do índice UV nas zonas temperadas do Hemisfério Sul se diferenciam do Hemisfério Norte, no ponto em que o mínimo de radiação se dá entre 21-22 de junho (data do Solstício de Inverno).